# Suessenguthia trochilophila
Suessenguthia trochilophila är en akantusväxtart som beskrevs av Hermann Merxmüller. Suessenguthia trochilophila ingår i släktet Suessenguthia och familjen akantusväxter. Inga underarter finns listade i Catalogue of Life.